# Lucas Woudenberg
Lucas Woudenberg (* 25. April 1994 in Woerden) ist ein niederländischer Fußballspieler, der für den FC Valenciennes spielt.

## Werdegang
Lucas Woudenberg wurde in Woerden in der Provinz Utrecht geboren und spielte bereits früh in der U-17- und der U-19-Jugend von Feyenoord Rotterdam Fußball. Im Sommer 2013 stieg Nieuwkoop in die erste Mannschaft von Feyenoord Rotterdam auf, jedoch wurde er zunächst nicht eingesetzt. Im September wurde er jedoch bereits an Excelsior Rotterdam verliehen. Bis Sommer 2014 bestritt er hier 31 Partien in der Eersten Divisie, der zweiten niederländischen Liga. Sein Debüt für Feyenoord Rotterdam gab er nach seiner Rückkehr am 11. Dezember 2014 beim 3:0-Sieg über Standard Lüttich.
Bis zur Saison 2015/16 hatte Woudenberg gerade einmal zwei Ligaeinsätze für Feyenoord Rotterdam. Im August 2015 wurde Woudenberg bis zum Sommer 2016 an den NEC Nijmegen verliehen; hier bestritt er 30 Partien in der Eredivisie und erzielte auch sein erstes Ligator. Im Mai 2016 verlängerte er unterdessen seinen Vertrag bei Feyenoord Rotterdam bis 2019. In der Saison 2016/17 gewann Woudenberg mit Feyenoord Rotterdam die Meisterschaft. Er bestritt insgesamt acht Saison-Ligaspiele.
Zur Saison 2022/23 wechselte er in die Eerste Divisie zu Willem II Tilburg. Dort wurde er Stammspieler und bestritt 36 Ligaspiele mit der Mannschaft. Im August 2023 verließ er den Verein und schloss sich dem französischen Zweitligisten FC Valenciennes an.